# HMS Teme
HMS Teme (K458) – brytyjska, a następnie kanadyjska fregata z okresu II wojny światowej, jedna ze 135 zbudowanych jednostek typu River. Okręt został zamówiony przez Royal Navy i zwodowany 11 listopada 1943 roku w stoczni Smith’s Dock Company w South Bank jako HMS „Teme”, lecz po ukończeniu 16 marca 1944 roku wszedł w skład Royal Canadian Navy pod nazwą HMCS „Teme” i z numerem burtowym K458. Jednostka została storpedowana przez niemieckiego U-Boota U-315 29 marca 1945 roku na Morzu Celtyckim i tak ciężko uszkodzona, że wycofano ją ze służby i w maju 1945 roku zwrócono Brytyjczykom. W grudniu 1945 roku fregata została sprzedana i następnie złomowana.

## Projekt i budowa
Projekt okrętu powstał na skutek konieczności budowy jednostek eskortowych przeznaczonych do ochrony konwojów o lepszych parametrach od korwet typu Flower, budowanych masowo w początkowym okresie II wojny światowej. Bazując na rozwiązaniach konstrukcyjnych tych ostatnich, inżynier William Reed zaprojektował jednostki znacznie dłuższe, szersze, wyposażone w siłownię o większej mocy z dwiema śrubami (lecz nadal była to maszyna parowa, znacznie tańsza od nowocześniejszych turbin parowych), co w konsekwencji spowodowało wzrost zasięgu, dzielności morskiej, prędkości i ilości przenoszonego uzbrojenia. Wykorzystanie cywilnych metod budowy i podzespołów dało możliwość masowej i taniej produkcji okrętów nawet w małych stoczniach, w wyniku czego powstało aż 135 fregat typu River. Nowy typ jednostki zwalczania okrętów podwodnych był pierwszym, który został sklasyfikowany jako fregata.
HMS „Teme” zbudowany został w stoczni Smith’s Dock Company w South Bank. Stępkę okrętu położono 25 maja 1943 roku, a zwodowany został 11 listopada 1943 roku .

## Dane taktyczno-techniczne
Okręt był oceaniczną fregatą, przeznaczoną głównie do zwalczania okrętów podwodnych. Długość całkowita wynosiła 91,8 metra (86,3 metra między pionami), szerokość 11,2 metra i zanurzenie maksymalne 3,89 metra . Wyporność standardowa wynosiła pomiędzy 1310 a 1460 ton, a pełna 1920–2180 ton . Okręt napędzany był przez dwie maszyny parowe potrójnego rozprężania o łącznej mocy 5500 KM, do których parę dostarczały dwa trójwalczakowe kotły Admiralicji . Dwuśrubowy układ napędowy pozwalał osiągnąć prędkość 20 węzłów . Okręt zabierał maksymalnie zapas 646 ton mazutu, co zapewniało zasięg wynoszący 7200 Mm przy prędkości 12 węzłów (lub 5400 Mm przy prędkości 15 węzłów) .
Uzbrojenie artyleryjskie jednostki składało się z dwóch pojedynczych dział uniwersalnych kal. 102 mm (4 cale) QF HA Mark XIX L/40 . Uzbrojenie przeciwlotnicze składało się z 4–6 pojedynczych działek automatycznych Oerlikon kal. 20 mm Mark II/IV L/70 . Broń ZOP stanowiły: miotacz Hedgehog oraz osiem miotaczy i dwie zrzutnie bomb głębinowych (z łącznym zapasem do 150 bg) . Wyposażenie radioelektroniczne obejmowało radary Typ 271 lub 272, 291 oraz sonary .
Załoga okrętu składała się z 140 oficerów, podoficerów i marynarzy .

## Służba
Okręt wszedł do służby w Royal Canadian Navy 16 marca 1944 roku pod nazwą HMCS „Teme”, otrzymując numer taktyczny K458. Podczas operacji Overlord 10 czerwca 1944 roku jednostka została poważnie uszkodzona w kolizji z brytyjskim lotniskowcem eskortowym HMS „Tracker”, tracąc sześciu członków załogi. Okręt został przyholowany do Cardiff przez bliźniaczą fregatę HMCS „Outremont”.
W 1944 roku wzmocniono uzbrojenie przeciwlotnicze jednostki, instalując dodatkowe działka kal. 20 mm (od tego momentu fregata była uzbrojona w 10-12 działek Oerlikon kal. 20 mm Mark II/IV L/70 (sześć podwójnych lub cztery podwójne i dwa pojedyncze)  . W 1945 roku dokonano kolejnej modyfikacji uzbrojenia: zdemontowano dwa pojedyncze działa kal. 102 mm, instalując w zamian podwójny zestaw QF Mark XVI L/45 tego samego kalibru  .
HMCS „Teme”, płynący na Morzu Celtyckim w eskorcie konwoju BTC-111, 29 marca 1945 roku o godzinie 8:22 został storpedowany nieopodal Falmouth przez niemieckiego U-Boota U-315 (na pozycji 50°08′N 5°45′W/50,133333 -5,750000). Wybuch torpedy akustycznej spowodował oderwanie części rufowej okrętu o długości 18 metrów i śmierć czterech członków załogi . Ciężko uszkodzoną fregatę przeholowano do Falmouth i wobec nieopłacalności naprawy uznano za zniszczoną . Jednostka została wycofana ze służby 4 maja 1945 roku i przekazana Brytyjczykom  . 8 grudnia 1945 roku okręt został sprzedany firmie E. Rees w celu złomowania, które przeprowadzono w Llanelly.